# 松本孝次郎

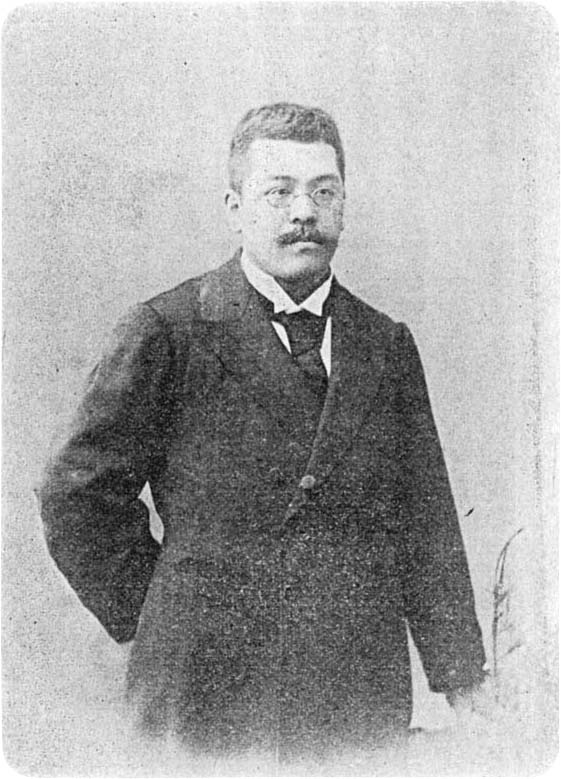
松本孝次郎

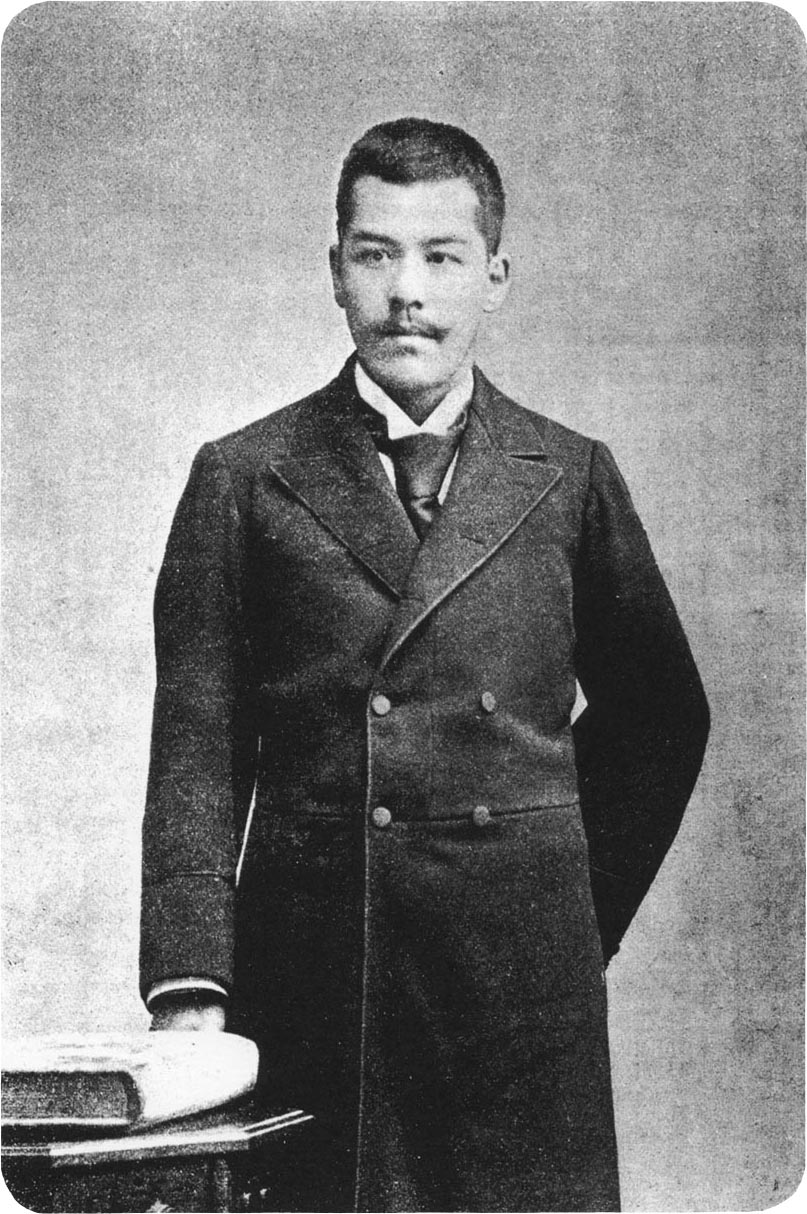
松本孝次郎

松本 孝次郎（まつもと こうじろう、明治3年（1870年）3月 - 昭和7年（1932年）6月9日）は、日本の教育心理学者。

## 経歴
東京府東京市神田区で松本孝八の子として生まれる。1888年（明治21年）、第一高等中学校に入学し、1893年（明治26年）に卒業した。同年、東京帝国大学文科大学哲学科に入学し、1896年（明治29年）に卒業。同大学院で心理学を専攻し、元良勇次郎の指導を受けた。1899年（明治32年）、東京高等師範学校の講師となり、翌年には教授に就任した。また高島平三郎とともに雑誌『児童研究』を発行した。
1906年（明治39年）に両江師範学堂に総教習として招かれるが、辛亥革命後に帰国した。
昭和7年6月9日没。享年63。戒名は精良院孝誉智賢居士。墓所は雑司ヶ谷霊園。
息子の松本神三郎は眼科医となり、長岡赤十字病院などで務めた。

## 著作
- 『心理学新教科書』（普及舎、1902年） 福来友吉と共著
- 『教育学新教科書』（普及舎、1902年） 小西重直と共著
- 『児童心理学』（博文館、1905年）
- 『家庭に於ける児童教育』（国光社、1906年）
- 『教育学要義』（啓成社、1906年）